# Smějící se kavalír
Smějící se kavalír (nizozemsky De lachende cavalier) je portrét z roku 1624 od Franse Halse, nizozemského malíře zlatého věku. Nachází se v londýnské Wallaceově sbírce a je označován za „jeden z nejbrilantnějších barokních portrétů“.
Pomyslným autorem názvu díla se stala anglická viktoriánská veřejnost, obraz byl po zahajovací expozici v Bethnal Green Museum v letech 1872-1875 totiž pravidelně reprodukován v tisku a díky tomu se stal jedním z nejznámějších obrazů starých mistrů na území Spojeného království. Neznámý subjekt se ve skutečnosti přímo nesměje, leč lze říci, že má záhadný úsměv, který je značně umocněn jeho zahnutým knírem.

## Dílo

### Popis

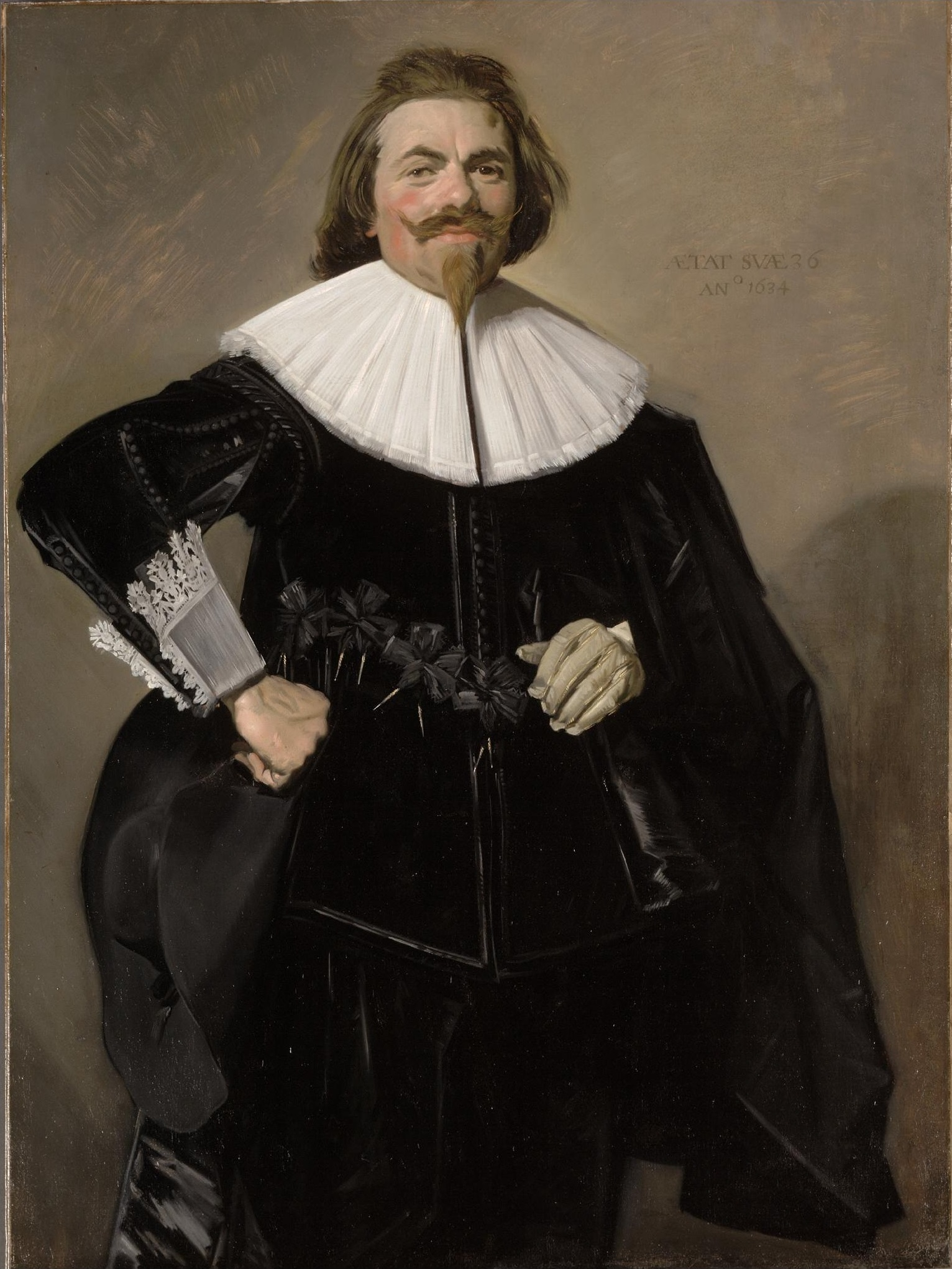
Další obraz od Halse s podobným námětem: Portrét Tielemana Roostermana, 1634, Clevelandské muzeum umění

Portrét má rozměry 83 × 67,3 cm a je opatřen vpravo nahoře nápisem „Æ'TA SVÆ 26/A°1624“ (latinsky „aetatis suae 26, anno 1624“) což znamená, že portrét byl namalován v době, kdy bylo portrétovanému muži 26 let, a to roku 1624. Identita muže není známa, dochované záznamy z 19. století v nizozemštině, angličtině a francouzštině většinou naznačují, že se pravděpodobně jednalo o vojáka, nebo alespoň důstojníka některé z brigádnických domobraneckých rot, které byly častým námětem skupinových portrétů. Patřily mezi ně některá další Halsova díla a také například známá Rembrandtova Noční hlídka (1642). V případě smějícího se kavalíra se však ve skutečnosti nejspíše jednalo o zámožného civilistu. Historik umění Pieter Biesboer vyslovil teorii, že obraz možná zobrazuje nizozemského obchodníka s látkami Tielemana Roostermana, který byl předmětem ještě jednoho dalšího Halsova portrétu.
Kompozice je živá a spontánní a navzdory zjevné pracnosti malby přepychového a velmi drahého hedvábného kostýmu odhaluje při bližším pohledu umělcovy dlouhé a rychlé tahy štětcem. Natočená póza a nízký úhel pohledu se objevují i na jiných Halsových portrétech a zde umožňují zdůraznit vyšívaný rukáv a krajkovou manžetu. Ve výšivce je mnoho emblémů: „slasti a bolesti lásky“ označují „včely, šípy, rohy hojnosti, milenecké uzly a phaseoly vulgaris“, zatímco obelisk nebo pyramida značí sílu a Merkurův čepec a kaduceus štěstí.
Obecně se na portrétech na objednávku, jako je tento, až do konce 18. století dospělí lidé usmívali jen zřídka, ačkoli úsměv se často objevuje u tronií či postav v žánrové malbě. Hals je však výjimkou z obecného pravidla a často zobrazoval sedící osoby s širším úsměvem než zde a v neformálních pózách, které do jeho díla vnášejí dojem pohybu a spontánnosti. Efekt očí, které jako by sledovaly diváka z každého úhlu, je důsledkem pohledu zobrazeného subjektu přímo směrem k umělcovu stanovišti, v kombinaci se statickým dvojrozměrným zobrazením, ať už se na samotný obraz pohlíží z jakéhokoli úhlu.

### Provenience
Doložená provenience obrazu nejdále sahá až teprve k prodeji v Haagu v roce 1770; po dalších „nizozemských“ prodejích jej v roce 1822 koupil hrabě de Pourtalès-Gorgier, francouzsko-švýcarský bankéř a sběratel. Po jeho smrti šla jeho sbírka v roce 1865 a to včetně obrazu do aukce v Paříži.  Zde nabídl baronu Jamesi de Rothschildovi více než šestinásobek prodejního odhadu Richard Seymour-Conway, 4. markýz z Hertfordu a stal se tak jeho dalším majitelem. V roce 1871 se obraz nacházel v Hertfordově pařížském domě a byl zmiňován jako Portrait d'un homme („Portrét muže“). 
Následně byl převezen do Londýna, pravděpodobně za účelem jeho vystavení na velké výstavě obrazů starých mistrů v Bethnal Green. Ta byla záměrně umístěna mimo londýnský West End, aby k návštěvě přilákala i dělnickou třídu. Výstava měla obrovský úspěch a Kavalír (dobový název v katalogu) se setkal s mimořádným zájmem veřejnosti i kritiky; významně se podílel na pozitivním hodnocení Halse kritikou v Anglii. V roce 1888, kdy byl obraz znovu vystaven v Královské akademii, se z něj stal Smějící se kavalír, ačkoli je možné, že čištění v mezidobí (v roce 1884) změnilo jeho výslednou podobu. Kritik z literárního časopise Athenaeum si všiml jasnějšího vzhledu, ale také toho, že „muž se spíše usmívá, než směje“. Hertfordova sbírka byla odkázána jeho biologickému synovi siru Richardovi Wallaceovi, jehož vdova ji spolu s jeho londýnským domem věnovala národu jako Wallaceovu sbírku.